# Rivière Épervier
Pour les articles homonymes, voir Épervier (homonymie).
La rivière Épervier est un affluent de la petite rivière Bostonnais, coulant vers l'ouest dans le territoire de La Tuque, en Mauricie, au Québec, au Canada. 

## Géographie
La rivière Épervier prend sa source à l'embouchure du lac Molson (longueur : 0,9 km ; altitude : 372 m). Ce lac est situé dans le canton de Charest, dans l'ex-territoire non organisé "Petit-Lac-Wayagamac". L'embouchure de ce lac est situé à 19,3 km à l'est du centre-ville de La Tuque et à 13,8 km au sud-est du pont du village La Bostonnais.
À partir de sa source, la rivière Épervier coule sur 12,8 km, selon les segments suivants :
- 2,9 km vers le sud-est en traversant le lac Dawes (longueur : 0,8 km ; altitude : 370 m) sur sa pleine longueur, jusqu'à l'embouchure du lac Fortunat (longueur : 1,0 km ; altitude : 368 m) que le courant traverse sur sa pleine longueur ;
- 3,1 km vers le sud-ouest, en traversant le lac Brassard, le Petit lac Vimy (longueur : 0,4 km ; altitude : 348 m) et le Grand lac Vimy (longueur : 1,1 km ; altitude : 343 m) sur sa pleine longueur, jusqu'à la décharge du lac du Busard (venant du nord-ouest) ;
- 3,4 km vers le sud-ouest, en traversant le lac Lockhart (longueur : 1,8 km ; altitude : 309 m) sur sa pleine longueur, jusqu'à son embouchure. Note : La décharge du lac Jenkins (venant du nord) se déverse sur la rive nord du lac Lockhart (jadis désigné "lac Charest") ;
- 1,8 km vers le sud-ouest, jusqu'au pont du chemin du Lac-Wayagamac où se situe la confluence du ruisseau Boucher (venant du nord-ouest) ;
- 1,6 km vers le sud, jusqu'à la rive nord-ouest de la Petite rivière Bostonnais, dans un segment de rivière situé entre le lac Wayagamac et le petit lac Wayagamac[1].

## Toponymie
Le toponyme rivière Épervier a été officialisé le 5 décembre 1968 à la Commission de toponymie du Québec.